# Ablabesmyia freemani
Ablabesmyia freemani es una especie de insecto díptero. Fue descrito por primera vez en 1978 por Harrison.
Pertenece al género Ablabesmyia, familia Chironomidae.

## Distribución
Se distribuye por Zimbabue.